# 144 (število)
144 (stó štíriinštírideset) je naravno število, za katero velja 144 = 143 + 1 = 145 - 1.

## V matematiki
- sestavljeno število.
- Fibonaccijevo število 144 = 55 + 89
- v normalnem prostoru je vsak notranji kot v enakostraničnem desetkotniku enak 144°.
- 144 je najmanjše število n, za katero ima enačba φ(x) = n natanko 21 rešitev. Rešitve enačbe so: 185, 219, 273, 285, 292, 296, 304, 315, 364, 370, 380, 432, 438, 444, 456, 468, 504, 540, 546, 570, 630.
- 144 je n za katerega φ(n) = 48 deli n.
- najmanjše število n, za katero je peta potenca enaka vsoti pet petih potenc, {\displaystyle 144^{5}=27^{5}+84^{5}+110^{5}+133^{5}\,\!}.
- Harshadovo število
- Zuckermanovo število v bazi 10: {\displaystyle 144\mid 1\cdot 4\cdot 4=16\,\!}.

## Drugo

### Leta
- 144 pr. n. št.
- 144, 1144, 2144